# Carl Maria Cornelius
Carl Maria Cornelius (* 21. Juli 1868 in München; † 16. Januar 1945 in Donaueschingen) war ein deutscher Kunsthistoriker.

## Leben
Carl Cornelius war der Sohn des Komponisten Peter Cornelius (1824–1874). Er studierte Kunstgeschichte an den Universitäten Jena, München, Straßburg und Basel und wurde 1896 bei Heinrich Wölfflin (1864–1945), mit dem er zeitlebens befreundet war, an der Universität Basel mit einer Dissertation über Jacopo della Quercia promoviert. 1898 habilitierte er sich an der Universität Freiburg, wo er dann als Privatdozent tätig war. Anfang 1905 wurde er als Nachfolger von Heinrich Alfred Schmid Ordinarius für Kunstgeschichte an der Universität Basel. 1909 verließ er Basel und ließ sich als Privatgelehrter in München nieder. Seinen Sommersitz hatte er auf dem Sonnenköpfl in Obersalzberg bei Berchtesgaden, den er 1935 verkaufte.
Am 14. Januar 1929 heiratete er in München die zehn Jahre jüngere Malerin Therese Luise Schneegans (1878–1971), eine Tochter des Schriftstellers Ludwig Schneegans (1842–1922) und der Schauspielerin Marie Conrad-Ramlo.
Cornelius besaß den Nachlass seines Vaters Peter Cornelius, den er noch vermehrte. 1925 publizierte er eine zweibändige Biographie seines Vaters. 1950 erwarb die Stadt Mainz von der Witwe den Nachlass, der heute den Kern des Peter-Cornelius-Archivs in der Stadtbibliothek Mainz bildet.

## Schriften (Auswahl)
- Jacopo della Quercia. Eine kunsthistorische Studie. Halle 1896 (Dissertation).
- Bildniskunst. II. Teil. Das Mittelalter. Freiburg 1901 (Habilitationsschrift).
- (Hrsg.): Peter Cornelius: Literarische Werke. Ausgewählte Briefe nebst Tagebuchblättern und Gelegenheitsgedichten. 2 Bände. Breitkopf & Härtel, Leipzig 1904–05.
- Peter Cornelius. Der Wort- und Tondichter (= Deutsche Musikbücherei. Band 46–47). 2 Bände. G. Bosse, Regensburg 1925. Digitalisat